# 2090.
2090. je deseto desetletje v 21. stoletju med letoma 2090 in 2099. 